# Der Gipfel
Der Gipfel (Originaltitel: The Climb – Tragic Ambitions on Everest) ist ein Tatsachenbericht über die Katastrophe am Mount Everest im Jahr 1996, den der russische Bergsteiger Anatoli Nikolajewitsch Bukrejew (im Englischen auch Anatoli Boukreev) in Zusammenarbeit mit dem amerikanischen Journalisten G. Weston DeWalt veröffentlichte. Das Buch kann als Gegendarstellung des Buches In eisige Höhen des amerikanischen Journalisten Jon Krakauer gesehen werden, in dem Bukrejews Rolle als Bergführer heftig kritisiert wird.
Kurz nach der Veröffentlichung seines Buches starb Bukrejew am 25. Dezember 1997 bei einem Lawinenunglück an der Annapurna.

## Hintergrund
Im Jahr 1996 nimmt der russische Extrembergsteiger Anatoli Bukrejew als bezahlter Bergführer für das amerikanische Unternehmen Mountain Madness an einer Expedition zum Gipfel des Mount Everest teil. Im Verlauf der Gipfelbesteigung verlieren mehrere Bergsteiger verschiedener Expeditionen nach einem plötzlichen Wetterumschwung durch Erfrieren, Erschöpfung und Abstürze ihr Leben.
Bukrejew führte mehrere vollkommen erschöpfte Expeditionsmitglieder, die sich im Schneesturm und in der Nacht verirrt hatten und im Freien bei Sturm und Temperaturen um minus 40 Grad Celsius biwakieren mussten, trotz der vorausgegangenen Anstrengung seiner Gipfelersteigung zurück ins Lager 4, und rettete so mindestens drei Menschen das Leben, die sonst orientierungslos, sowie ohne Schutz, Nahrung, Wasser und Sauerstoff erfroren wären. Von den sechs Menschen, die sich beim Abstieg auf dem Südsattel verirrt und das Lager 4 verfehlt hatten, wurden fünf gerettet, mindestens drei hauptsächlich durch Bukrejews Einsatz. Für seinen selbstlosen Rettungseinsatz wurde Bukrejew – gemeinsam mit Peter Athans und Todd Burleson – mit dem David A. Sowles Memorial Award ausgezeichnet, der unregelmäßig vergebenen, höchsten Auszeichnung des American Alpine Club.
(→ Hauptartikel: Unglück am Mount Everest (1996))